# Municipio de Goldsboro
El municipio de Goldsboro (en inglés: Goldsboro Township) es un municipio ubicado en el  condado de Wayne en el estado estadounidense de Carolina del Norte. En el año 2010 tenía una población de 22.380 habitantes.

## Geografía
El municipio de Goldsboro se encuentra ubicado en las coordenadas 35°22′45.58″N 77°52′0.94″O / 35.3793278, -77.8669278.